# Legend (album de Poco)
Pour les articles homonymes, voir Legend.
Albums de Poco
Indian Summer Under the Gun
Legend est le onzième album du groupe américain de country rock, Poco. Il sort en 1978 chez ABC Records.

## Liste des pistes
| 1.    | Boomerang            | Paul Cotton | 3:48 |
| 2.    | Spellbound           | Rusty Young | 5:13 |
| 3.    | Barbados             | Paul Cotton | 3:31 |
| 4.    | Little Darlin'       | Rusty Young | 3:47 |
| 5.    | Love Comes Love Goes | Rusty Young | 3:55 |
| 6.    | Heart of the Night   | Paul Cotton | 4:49 |
| 7.    | Crazy Love           | Rusty Young | 2:55 |
| 8.    | The Last Goodbye     | Rusty Young | 5:40 |
| 9.    | Legend               | Rusty Young | 4:16 |
| 37:54 |                      |             |      |